# ساسه
ساسه (به لاتین: Sääse) یک منطقهٔ مسکونی در استونی است که در دهستان تامسالو واقع شده‌است.